# Blackwood (Band)
Blackwood war ein italienisches Dance-Projekt der 1990er Jahre. Die Produzenten waren Tony Verde, Emanuele Marascia und Sandro Murru. Als Sängerin fungierte Taborah Adams bis 1997, die restlichen drei Jahre Sheila Brody. Mit My love for you hatten sie 1997 einen Nummer-eins-Hit in den italienischen Charts.

## Diskografie (Auswahl)
Alben
- Blackwood (1994; Westside Studios)
- In The City (1996; A&D)
- I Am (1997; A&D)
- Friday Night (1998; Friday Night)
- Ride on The Rythem (Blue Village)

Singles und EPs
- I Feel You (1992; Blue Village)
- I've Got To Have U (1992; Blue Village)
- All I Gave To You (1993; Blue Village)
- One Night (1994; Blue Village)
- Just Take Me Away (1995; Blue Village)
- Ride On The Rhythm (1996; Blue Village)
- Friday Night (1997; A&D)
- I Am (The Remixes) (BMG Ricordi S.p.A.)
- I Miss You (1997; ACV Records)
- My Love For You (1997; Blue Village)
- Peace (1998; BMG Ricordi S.p.A.)
- You're The One (A&D)

Kompilationen
- 4 Dancefloor (1998; ACV Records)